# Slave to the Rhythm (álbum)
Slave to the Rhythm (subtitulado: A Biography; en español: Esclava del ritmo. Una biografía) es el séptimo álbum de Grace Jones. Fue producido por Trevor Horn y publicado en 1985. El álbum fue escrito por Bruce Woolley, Simon Darlow, Stephen Lipson y Trevor Horn. A diferencia de la mayoría de los discos que disponen de una colección de canciones diferentes, Slave to the Rhythm es un álbum conceptual que incluye varias interpretaciones distintas de la misma canción, entreveradas con fragmentos de una entrevista de Paul Morley a Jones, así como grabaciones del actor Ian McShane recitando pasajes de la biografía de Jean-Paul Goude, Jungle Fever, y el ensayo "The Annihilation of Rythm" de Ian Penman. 
El single de promoción fue "Slave to the Rhythm", que en el álbum figura como "Ladies and Gentlemen: Miss Grace Jones". La canción se volvió una de las más exitosas de Jones, que la ha interpretado en eventos importantes como el Jubileo de Diamante de la Reina Isabel II de Inglaterra en 2012 (famoso porque durante toda la canción sostuvo un aro de hula hula girando en su cintura).

## Producción
Después de terminar de grabar Living My Life en 1982, Jones se enfocó en su carrera actoral y participó en dos películas de alto perfil: Conan the Destructor (1984) y A View to a Kill (1985). Por ambos papeles recibió nominaciones a los Premios Saturn y gran exposición mediática. A fines de 1984 regresó el estudio para trabajar en su próxima producción. 
"Slave to the Rhythm" fue compuesta originalmente para ela banda Frankie Goes To Hollywood, como continuación de su single "Relax". La canción fue montada y producida por Horn después de "Two Tribes", pero el proyecto fue dado a Jones. Horn, Lipson y Jones participaron del proceso de grabación de lo que sería un single, pero las sesiones se extendieron durante varias semanas probando distintas versiones. Como resultado, el costo de producir el sencillo se aproximó a $385,000 USD de 1985 (aproximadamente $1,133,032.49 de 2025). Según Jones, el número (que ella nunca aprobó y que le correspondía pagar por contrato) era tan exorbitante que ni siendo N° 1 en todo el mundo se hubiera pagado solo. Para justificar la inversión, Chris Blackwell de Island Records y Horn propusieron hacer un solo álbum reuniendo un número de versiones de la canción, "una suerte de documental de mi vida", según Jones.
Musicalmente, Slave to the Rhythm es un álbum de R&B que incorpora elementos de funk y ritmos go-go. En la edición estándar, todas las canciones están intervenidas con fragmentos de conversaciones de Paul Morley y Paul Cook con Jones sobre su vida. Todas las canciones son versiones radicales de la misma canción, cuya versión definitiva (o más popular) es "Ladies and Gentlemen: Miss Grace Jones", que fue lanzada como sencillo promocional bajo el título de "Slave to the Rhythm" (aunque otra canción del álbum tiene ese nombre). Existen más versiones, que fueron utilizadas como lados B de los sencillos del álbum y no han sido relanzadas en formato digital o CD: "Annihilated Rhythm", "Junkyard" y "G.I. Blues" (que en algunas ediciones aparece rotulada como remix de "Jones the Rhythm"). 
La portada estuvo a cargo de Jean-Paul Goude. Consiste en un montaje de varias copias de una foto de Jones generando el efecto de expansión de su boca. Según cuenta Jones en sus memorias, Goude se inspiró en un gesto en el parto de su hijo en común Paulo.
En relanzamientos posteriores, porciones de material del LP original están ausentes en "Jones the Rhythm", "The Fashion Show" y "Ladies and Gentlemen: Miss Grace Jones"; "The Crossing" aparece sin las entrevistas entre Jones y Morley, quedando completamente instrumental; "The Frog and the Princess" aparece en una versión extendida y en otra ubicación de la lista; la frase de "Ladies and Gentlemen: Miss Grace Jones" dicha por Ian McShane es puesta en la canción del mismo nombre además de en "Jones the Rhythm". 

## Recepción crítica y comercial
El álbum recibió una gran acogida por la crítica y el público general. Scott Bultman de Allmusic dice que es "un verdadero placer para los oídos". En una reseña retrospectiva, Paulo Ragusa de Consequence of Sound destaca que lo que hace que la experiencia de Slave to the Rhythm sea tan memorable es que juega con un contraste entre Jones como una deidad (prolijamente estetizada y mitologizada por Goude y la fina producción de Horn) y Jones como un ser humano (como se constata en fragmentos de las entrevistas, donde Jones se ahoga con su saliva, ríe y se muestra vulnerable).
El álbum alcanzó el número N° 12 en la lista de álbumes del Reino Unido en noviembre de 1985 y N° 10 en la lista de álbumes de Alemania. En Estados Unidos llegó al N° 73, su segundo más exitoso después de Nightclubbing. Para diciembre de 1986 tenía reportadas ventas por más de un millón de copias.

## Lista de canciones
Todas las canciones escritas y compuestas por Trevor Horn, Bruce Woolley, Simon Darlow y Stephen Lipson. 
| Slave to the Rythm (LP/CD EE. UU. - versión completa) |                                          |          |  |
| N.º                                                   | Título                                   | Duración |  |
| 1.                                                    | «Jones the Rhythm»                       | 6:26     |  |
| 2.                                                    | «The Fashion Show»                       | 6:26     |  |
| 3.                                                    | «The Frog & the Princess»                | 7:04     |  |
| 4.                                                    | «Operattack»                             | 2:47     |  |
| 5.                                                    | «Slave to the Rhythm»                    | 6:35     |  |
| 6.                                                    | «The Crossing (Oohh the Action...)»      | 4:57     |  |
| 7.                                                    | «Don't Cry - It's Only the Rhythm»       | 2:54     |  |
| 8.                                                    | «Ladies and Gentlemen: Miss Grace Jones» | 5:57     |  |
| 43:08                                                 |                                          |          |  |

Todas las canciones escritas y compuestas por Trevor Horn, Bruce Woolley, Simon Darlow y Stephen Lipson. 
| Slave to the Rythm (CD - versión abreviada) |                                          |          |  |
| N.º                                         | Título                                   | Duración |  |
| 1.                                          | «Jones the Rhythm»                       | 5:24     |  |
| 2.                                          | «The Fashion Show»                       | 4:05     |  |
| 3.                                          | «Operattack»                             | 2:16     |  |
| 4.                                          | «Slave to the Rhythm»                    | 6:12     |  |
| 5.                                          | «The Frog & the Princess»                | 7:34     |  |
| 6.                                          | «The Crossing (Oohh the Action...)»      | 4:51     |  |
| 7.                                          | «Don't Cry - It's Only the Rhythm»       | 2:53     |  |
| 8.                                          | «Ladies and Gentlemen: Miss Grace Jones» | 4:27     |  |
| 37:42                                       |                                          |          |  |

## Personal
- Grace Jones - voz
- The Ambrosian Singers - vocalistas, coro
- Guy Barker - trompeta
- Pete Beachill - trombón, trompeta
- J.J. Belle - guitarra, percusión, bajo, vocalista, hi hat
- Dave Bishop - saxofón tenor
- Stuart Brook - trompeta
- Glenn Gregory - teclado
- Luis Jardim - percusión, bajo
- Stephen Lipson - guitarra, bajo, guitarra rítmica, teclado, ingeniero, synclavier, asistente de producción
- Andy Macintosh - saxofón tenor
- Gary Maughan - teclado
- John McCarthy - conductor, coro
- Andra Faye McIntosh - saxofón barítono
- Tessa Niles - arpa, vocalista
- Geoff Perkins - trombón, trombón (bajo)
- Andrew Richards - guitarra, teclado, vocalista
- Andy Richards - batería, teclado
- Frank Ricotti - percusión, arreglos
- Jon Sinclair - teclado
- David Snell - arpa
- Stan Sulzmann - saxofón alto, saxofón tenor
- James Talbert - saxofón alto
- John Thirkell - percusión, trompeta
- Shorty Tim - percusión
- Philip Todd - saxofón alto
- Wallmen - teclado
- Bruce Woolley - guitarra, bajo, teclado, voz

## Producción
- Trevor Horn - productor
- Jean-Paul Goude - diseño
- S.J. Lipson - ingeniero, synclavier, asistente de producción
- John McCarthy - conductor
- Richard Niles - arreglador
- Frank Ricotti - arreglos

## Video
El clip de vídeo de "Slave to the Rhythm" fue dirigido por el artista francés Jean-Paul Goude, quien era la pareja de Grace Jones. El video comienza con una voz en off del actor Ian McShane, que lee unas líneas de un ensayo de Ian Penman "The Annihilation of Rhythm", que dice lo siguiente:
"Rhythm is both the songs manacle and its demonic charge. It is the original breath. It is the whisper of unremitting demand. 'What do you still want of me?', says the singer". 

"El ritmo es a la vez el grillete de la canción y su carga demoníaca. Es el aliento original. Es el susurro de una exigencia incesante. «¿Qué quieres todavía de mí?», dice la cantante". (Traducción) 
El vídeo consiste en gran parte de extractos de varios comerciales de Goude en los años anteriores a Slave to the Rhythm, algunos videos de Jones y algunas obras gráficas de otros artistas con los que había colaborado.
Los comerciales y videos que se incluyeron son: Citroën CX GTi Turbo, comercial protagonizado por Grace (1984),, Lee Cooper/Wrangler Jeans (1983), Lee Cooper/Wrangler Jeans (1985), Kodak Kodachrome (1985), así como otras imágenes de Goude. Las imágenes de videos de Jones son de "I've Seen That Face Before (Libertango)" (1981), "My Jamaican Guy" (1981), "Living My Life" (1982) y del larga duración A One Man Show.
El video estuvo nominado a mejor video femenino en los premios MTV Video Music Awards de 1986.

## Listas comerciales

### Álbum
| Lista musical (1985)                     | Posición |
| ---------------------------------------- | -------- |
| Alemania Deutsche Hitparadenportal       | 10       |
| Austria Austrian Charts                  | 7        |
| EE. UU. Billboard Hot 200                | 73       |
| EE. UU. Billboard Top R&B/Hip Hop Albums | 25       |
| Nueva Zelanda New Zealand Album Chart    | 11       |
| Noruega Norwegian Charts                 | 13       |
| Países Bajos Dutch Charts                | 8        |
| Suecia Swedish Charts                    | 23       |
| Suiza Hit Parade                         | 9        |